# Valor (Comicserie)
Valor ist der Titel einer Comicserie die der US-amerikanische Verlag DC-Comics zwischen 1992 und 1994 publizierte.
Die Serie, die die Abenteuer eines Weltraumfahrers namens Mon-El erzählt, der wegen seines Heldenmutes Valor (engl. valor „Tapferkeit“) genannt wird, ist genremäßig im Bereich des Science-Fiction-Comics angesiedelt. Die Hauptfigur und Prämisse der Serie gehen dabei auf eine im Juni 1961 in dem Comicheft Superboy #89 veröffentlichte Geschichte von Robert Bernstein und George Papp zurück.

## Veröffentlichungsdaten und Macher der Serie
Valor erreichte in einer knapp zweijährigen Laufzeit dreiundzwanzig Ausgaben, von denen die erste im November 1992 auf den Markt kam, während die letzte Ausgabe im September 1994 erschien. Hinzu kamen zahlreiche Geschichten in anderen Comicserien von DC in denen der Titelheld Lar Gand/Mon-El als einer von mehreren Lead-Charakteren fungierte (so etwa L.E.G.I.O.N., Legion of Super Heroes u. a.).
Autoren der Valor-Comics waren die Amerikaner Robert Loren Fleming (#1–10) und Mark Waid (#11–23). Die visuelle Gestaltung der Comics wurde indessen von Zeichnern wie Mark D. Bright (#1–4), Jeffrey Moore (#5–8, 10–13), Paris Cullins (#9) und Colleen Doran (#14–23) übernommen.

## Handlung
Valor beschreibt die Erlebnisse eines „intergalaktischen Abenteurers“ namens Lar Gand, der von einem Planeten Daxam stammt und in der strahlenden Zukunft des 30. Jahrhunderts geboren wurde: Die Geschichten um Lar Gand spielen dabei – aufgrund eines verwirrenden Hin- und Herspringens zwischen den Jahrhunderten, das durch Zeitreisen, Reisen in andere Dimensionen u. ä. zustande kommt – wechselnd im 20./21. der Serien L.E.G.I.O.N. und Superman und im 30. Jahrhundert der Legion of Super-Heroes. Äußerlich von Menschen nicht zu unterscheiden verfügt Lar Gand wie alle Bewohner von Daxam – „Daxamiter“ (im englischen Original „Daxamites“) – über angeborene, weit über die Menschlichen Möglichkeiten hinausgehende Fähigkeiten: So besitzt er gewaltige Körperkräfte und die Fähigkeit, im Vakuum des Weltraums zu „atmen“, ist er in der Lage durch materielle Gegenstände hindurchzusehen („Röntgenblick“), „die Schwerkraft zu manipulieren“ (i. e. zu fliegen) und einige andere mehr. Analog zu Superman dessen berühmte Achillesferse ein außerirdisches Gestein namens Kryptonit ist, dass den sonst unverwundbaren Helden verletzen und sogar töten kann, besitzt Lar Gand als Daxamiter eine angeborene Schwäche gegen Blei: Sobald er mit dem Metall in Berührung kommt entfaltet dieses eine giftige Wirkung auf ihn, die Schwächeanfälle und bei längerer Ausgesetztheit sogar den Tod bewirken kann.

### Die Valor-Geschichten in Legion of Super-Heroes
Die Handlung der, chronologisch gesehen, ersten Valor-Geschichten innerhalb der Serie Legion of Superheroes setzt damit ein, dass Lar Gand ohne einen konkreten Anlass das Universum durchreist – scheinbar einzig motiviert von forschender Neugier und jugendlicher „Abenteuerlust“. Nachdem sein Raumschiff einen Unfall erleidet, stürzt er nahe dem verschlafenen Städtchen Smallville im US-Bundesstaat Kansas auf die Erde: Durch den harten Aufschlag zunächst an Gedächtnisschwund leidend, trifft Lar Gand auf den dort lebenden jugendlichen Superhelden Superboy. Aufgrund der Ähnlichkeit ihrer Kräfte und ihrer Herkunft – beide wurden von einer Rakete zur Erde getragen – hält Superboy den amnestischen Lar Gand für ein Familienmitglied (Cousin) seines, durch eine Naturkatastrophe untergegangenen, Heimatplaneten Krypton. Nachdem Superboy und Mon El – wie Superboy den namenlosen Lar Gand mit einem kryptonischen Namen getauft hat – eine Weile gemeinsam in Smallville für „Gerechtigkeit“ gesorgt haben, kehrt Lar Gands Gedächtnis allmählich zurück.
Inzwischen an einer schweren Bleivergiftung erkrankt, beschließt er, seine Reisen durch das Universum fortzusetzen, um ein Heilmittel für seine Erkrankung zu finden. Lar Gand verlässt Superboys Erde und nimmt seine Odyssee wieder auf. Wie sich dabei zeigt ist das gesamte Universum, in dem sich Superboys Erde befindet, lediglich eine von einem schier allmächtigen Außerirdischen namens Time Trapper geschaffene, leicht veränderte Kopie des eigentlichen Universums („Westentaschenuniversum“), in das Lar Gand nun unversehens zurückkehrt, indem er ungewollt (und ohne auch nur von ihrer Existenz zu wissen) die „dimensionale Barriere“, die das eigentliche Universum und die Kopie voneinander trennt, durchbricht. Dass Lar Gand im Zuge des Raumschiffsunfalls, der ihn auf „Superboys Erde“ verschlug, diese Barriere in das Westentaschenuniversum erstmals – damals eindringend – durchbrochen haben muss, damit es überhaupt möglich ist, dass er es wieder verlassen kann, wird dabei impliziert, aber nicht ausdrücklich erklärt.
Der Hauptunterschied zwischen dem eigentlichen Universum und dem „Westentaschenuniversum“ (Pocket Universe), das der Time Trapper geschaffen hat, besteht in der Rolle von Superboy: Während Superboy im Westentaschenuniversum dieselbe Person wie Superman ist, nämlich der junge Clark Kent, bevor er erwachsen wird und seinen Namen in Superman ändert, ist der Superboy im eigentlichen Universum ein jugendlicher Klon von Clark Kent, der seine Superhelden-Karriere erst als Erwachsener (unter dem Namen Superman) begonnen hat und deswegen niemals „Superboy“ gewesen ist.
Lar Gands weitere Abenteuer beschreiben sodann, wie er diese Unterschiede zwischen dem eigentlichen Universum und der Schöpfung des Trappers, in die er zeitweise hineingeraten war, entdeckt: Anlass hierfür ist ein weiterer Besuch auf der Erde, bei dem er zu seiner großen Überraschung erfährt, dass sein Freund Clark Kent vor 1000 Jahren im 20. Jahrhundert gelebt hat, und dass dieser lediglich als Superman, niemals jedoch als „Superboy“ Heldentaten vollbracht hat, es also niemals einen Superboy gegeben hat (zumindest keinen „Clark Kent als Superboy“). Auf der Suche nach dem Urheber des „ganzen Spuks“ schließt sich Lar Gand schließlich der Legion of Super-Heroes, einer Gruppe jugendlicher Superhelden aus dem 30. Jahrhundert an, zu deren Feinden der Time Trapper zählt. Als es Lar Gand und der Legion, deren mächtigstes Mitglied Lar Gand ist, schließlich gelingt, den Time Trapper zu konfrontieren („Magic Wars“-Storyline) wird Lar Gand im Kampf mit diesem getötet (Legion of Super-Heroes, Vol. 3, #61, Juni 1989).
Lar Gands Ableben erweist sich jedoch als „vorübergehend“: Der Time Trapper selbst erweckt ihn schließlich zu neuem Leben, in der Hoffnung seinen Körper als „neue Hülle“ für sein Bewusstsein in Besitz nehmen zu können, nachdem sein eigener Körper krankheitsbedingt dem Tode nahe ist. Dem auferstandenen Lar Gand gelingt es jedoch, den Trapper zu besiegen und zu töten (Legion of Superheroes, Vol. 4, #3-4, Januar–Februar 1990).

### Die Handlung der Valor-Serie
Der Tod des zeitreisenden Time Trappers bewirkt eine dramatische Veränderung der Zeitstroms bzw. des Raum-Zeit-Kontinuums die als Ausgangspunkt für die 1992 gestartete Valor-Solo-Serie dient: Nach dem Tod des Trappers übernimmt dessen Assistentin Glorith den Namen und die Kräfte ihres toten Herren und wird zum neuen Trapper: Sie versetzt Lar Gand – erneut unter Gedächtnisschwund leidend – ins 20. Jahrhundert, in dem er als junger Mann „ohne Vergangenheit“ seine erstaunlichen Fähigkeiten nutzt, um eine Vielzahl von großen Heldentaten zu vollbringen: So wendet er etwa eine Invasion der Erde durch die außerirdische Rasse der Dominatoren ab und wird so unter dem Namen „Valor“ zu einer legendenhaften Gestalt, die eintausend Jahre später für seine Freunde im 30. Jahrhundert – die nicht wissen, dass Valor identisch mit ihrem Teamgefährten Lar Gand ist – die Inspiration für die Gründung der Legion of Super-Heroes wird (Legion of Super-Heroes Annual #2).
Im Zuge des gemeinsamen Kampfes gegen ein monströses Wesen namens Eclipso trifft der namenlose Lar Gand im 20. Jahrhundert auch erstmals auf Superman – den Superman des „eigentlichen Universums“ (nicht der erwachsen gewordene Superboy des Pocket Universe, an den er zudem ja keine Erinnerung mehr hat) – der ihm in Anerkennung seiner heroischen Leistungen im Kampf gegen Eclipso den Namen „Valor“ („Tapferkeit“, freier „Der Tapfere“) gibt. Danach betätigt sich Valor zunächst als Mitglied in einer intergalaktischen Polizeiorganisation namens L.E.G.I.O.N., die in den Weiten des Universums gegen eine Vielzahl von Gefahren kämpft, die üblicherweise „kosmische Ausmaßen“ erreichen, und beginnt schließlich zum wiederholten Maße seine alte – ihm scheinbar „im Blut liegende“ – Routine als Weltraum-Entdecker wieder aufzunehmen: Gemeinsam mit einem Alien namens Babbage durchreist er in einem schneidigen Raumschiff verschiedene Galaxien, trifft auf allerlei außerirdische Rassen und Zivilisationen und wird immer wieder in Auseinandersetzungen mit Schurken und Antihelden wie dem prügelfreudigen Kopfgeldjäger Lobo und der zurückgekehrten Glorith verwickelt.
Nachdem Valor an einer Bleivergiftung erkrankt, wird er schließlich von Superboy – einem Klon Supermans – mit Hilfe von elaborierten technischen Gerätschaften in die materielose „Phantom-Zone“ (auch Stasis-Zone genannt) versetzt, in der Lebewesen nur als körperlose Phantom- oder Geisteswesen existieren: Die Idee die hinter dieser Maßnahme steht ist, Valor in der Zone – wo ihm seine Erkrankung aufgrund des Fehlens eines Körpers den sie schädigen könnte – zu „verwahren“, bis ein Heilmittel gefunden ist, dass es ihm ermöglicht, in die „reale Welt“ zurückzukehren und dort zu überleben. Dieses Mittel wird erst nach eintausend Jahren im 30. Jahrhundert entwickelt, in dem Valor sich erneut – aus seiner Warte erstmals – der Legion of Super-Heroes anschließt. Um religiöse Hysterie unter den Bewohnern des 30. Jahrhunderts aufgrund der „Herabkunft“ der legendären Inspirationsfigur für die Gründung der Legion und des intergalaktischen Staates der Vereinigten Planeten (League of Planetes), dessen Beschützer die Legion ist, zu vermeiden, entscheidet sich Lar Gand, fortan den Namen M'Onel zu führen.

## Frühere Versionen
Die ursprünglich Version von Valor unterscheidet sich in einigen Aspekten von der im obigen vorgestellten „modernen“ Version. Während Valors Begegnung mit Superboy in der modernen Version des Stoffes lediglich innerhalb einer „Kopie“ des eigentlichen Universums – eben dem erwähnten „Westentaschenuniversum“ stattfand – ereignete sich das Treffen der beiden, wie es in Superboy #80 erzählt wurde, in der ursprünglichen Version des Stoffes von 1959 im „realen Universum“, und nicht in einer Kopie. Die Gründe hierfür sind in der komplexen Vertragspolitik von DC-Comics, dem Besitzer von Valor, Superman und Superboy, zu suchen: Während Superman im „alten DC-Universum“, in dem die von DC zwischen 1935 und 1986 veröffentlichten Comics spielen, bereits als Jugendlicher, eben unter dem Namen „Superboy“, heldische Abenteuer erlebt hatte, ist der Superman im „modernen DC-Universum“ (Post-Crisis DC-Universe), in dem die Comics spielen, die DC seit 1986 veröffentlicht hat, erst as Erwachsener zum Superhelden geworden. Einen Superboy hat es in dieser Version demnach nie gegeben.
Während es für den Valor in den „alten“ DC-Comics also problemlos möglich war, Superboy bei einem Besuch auf der Erde zu begegnen, war dies für den Valor in den „neuen“ DC-Comics praktisch unmöglich – weil es in „seinem Universum“ eben keinen jugendlichen Superman gab dem er als Superboy auf der Erde hätte treffen können. Um trotzdem eine Begegnung Superboy-Valor erzählen zu können, ließ man Valor bei seinem Absturz einfach in eine „Kopie“ des Universums – eben die Schöpfung des Time Trappers – geraten, in dem ein jugendlicher Superman als Superboy existiert.

### Vorlage
Die direkte Vorlage für die erste Geschichte mit Mon El aus Superboy #89 war die Story „Superman’s Big Brother“ aus dem Heft ‘’Superman’’ #80 vom Januar/Februar 1953, das dem zuerst genannten in seiner Handlung äußerst ähnlich war. In diesem Heft trifft Superman einen Außerirdischen namens Halk Kar trifft.
Dieser hat, wie Mon El, nach einem Raumschiffabsturz sein Gedächtnis verloren und wird von Superman aufgrund eines Missverständnisses für seinen älteren Bruder/Cousin gehalten. Zusammen bestehen die „Superman Brüder“ einige Abenteuer bevor Halk Kar sein Gedächtnis zurückerlangt und sich erinnert, dass er eigentlich vom Planeten Thoron stammt, der Krypton sehr ähnlich ist. Vermeintliche Beweise für Halk Kars kryptonische Abstammung aus seinem Raumschiff entpuppen sich zuletzt als Erinnerungsgegenstände die er bei einem Besuch auf Krypton mitgenommen hat. Die Story aus '’Superboy’’ #89 war im Grunde nichts anderes als ein Wiederaufgriff des Plots von „Superman’s Big Brother“, nur dass Halk Kar durch Mon El ersetzt wurde. Anders als Mon El, für den die Geschichte aus Superboy #80 lediglich der Ausgangspunkt für eine lange Reihe weiterer Geschichten war, wurde Halk Kar nach Superman #80 jedoch nie wieder für eine andere Geschichte benutzt.